# Cecilia Östlund
Cecilia "Cissi" Östlund, född 10 januari 1988, är en svensk curlingspelare. Hon representerade Karlstads CK och vann VM-guld 2011.

## Curlingkarriär
Östlund vann en silvermedalj som skip i det svenska laget vid junior-VM 2008 i Östersund. Laget slutade sedan fyra vid senior-VM 2010 i Swift Current i Kanada 
I juni 2010 tillkännagavs att OS-vinnaren Anette Norberg skulle bli skip i Östlunds lag. Östlund fick då tredje position. Laget vann VM-guld 2011. 
Norberg slutade med elitcurling 2013 och Östlund återvände till positionen som skip. Hennes lag, i övrigt bestående av Sabina Kraupp, Sara Carlsson, Paulina Stein och Anna Huhta, representerade Sverige vid EM 2015 och slutade femma. 
Under studietiden på Karlstads universitet deltog Östlund på Universiaden 2015, i ett lag som leddes av Sara McManus och som slutade fyra. 
Östlund blev 2016 en del av Margaretha Sigfridssons lag, där hon spelade i fjärde position. Efter att laget misslyckats med att kvalificera sig för OS 2018 avslutade det dock sin elitsatsning efter säsongen 2016/2017.

## Yrkesliv
Östlund var VM-general vid veteran- och mixeddubbel-VM i curling i Karlstad 2016. Hon har sedan arbetat som utvecklingskonsulent vid Svenska curlingförbundet, som projektledare i friidrottsklubben IF Göta och som projektledare för evenemang på näringsliv- och turismavdelningen i Karlstads kommun.